# Fiat 500e
De Fiat 500e is een kleine elektrische auto, gemaakt door autoproducent Fiat uit Italië. Het is de elektrische variant van de brandstofaangedreven Fiat 500.

## Specificaties
Gegevens van de 24kWh-uitvoering.

### Vervoer
De auto biedt zitplaatsen voor vier personen. Er is standaard 185 liter kofferbakruimte, die uitgebreid kan worden tot maximaal 550 liter. Het voertuig is niet voorzien van een trekhaak.

### Accu
De auto heeft een 23,8 kWh grote tractiebatterij waarvan 21,3 kWh bruikbaar is. Dit resulteert in een WLTP-gemeten actieradius van 190 km, wat neerkomt op 135 km in de praktijk. Het accupakket heeft een nominaal voltage van 400 V en weegt ongeveer 182 kg.

### Opladen
De accu van de auto kan standaard worden opgeladen via een type 2-connector met laadvermogen van 11 kW door gebruik van 3-fasen 16 ampère, waarmee de auto in 2,5 uur van 0 % naar 100 % geladen kan worden. Bij gebruik van een snellader met een CCS-aansluiting kan een laadsnelheid van maximaal 50 kW worden bereikt, waarmee de auto in minimaal 24 minuten van 10 % naar 80 % geladen kan worden, wat neerkomt op een laadsnelheid van 230 km/u.

### Prestaties
De elektronische aandrijflijn van de auto kan 70 kW of 95 pk aan vermogen leveren, waarmee de auto met 220 Nm koppel in 9,5 seconden kan optrekken van 0 naar 100 km/u. De maximale snelheid die bereikt kan worden is ongeveer 135 km/u.

## Galerij

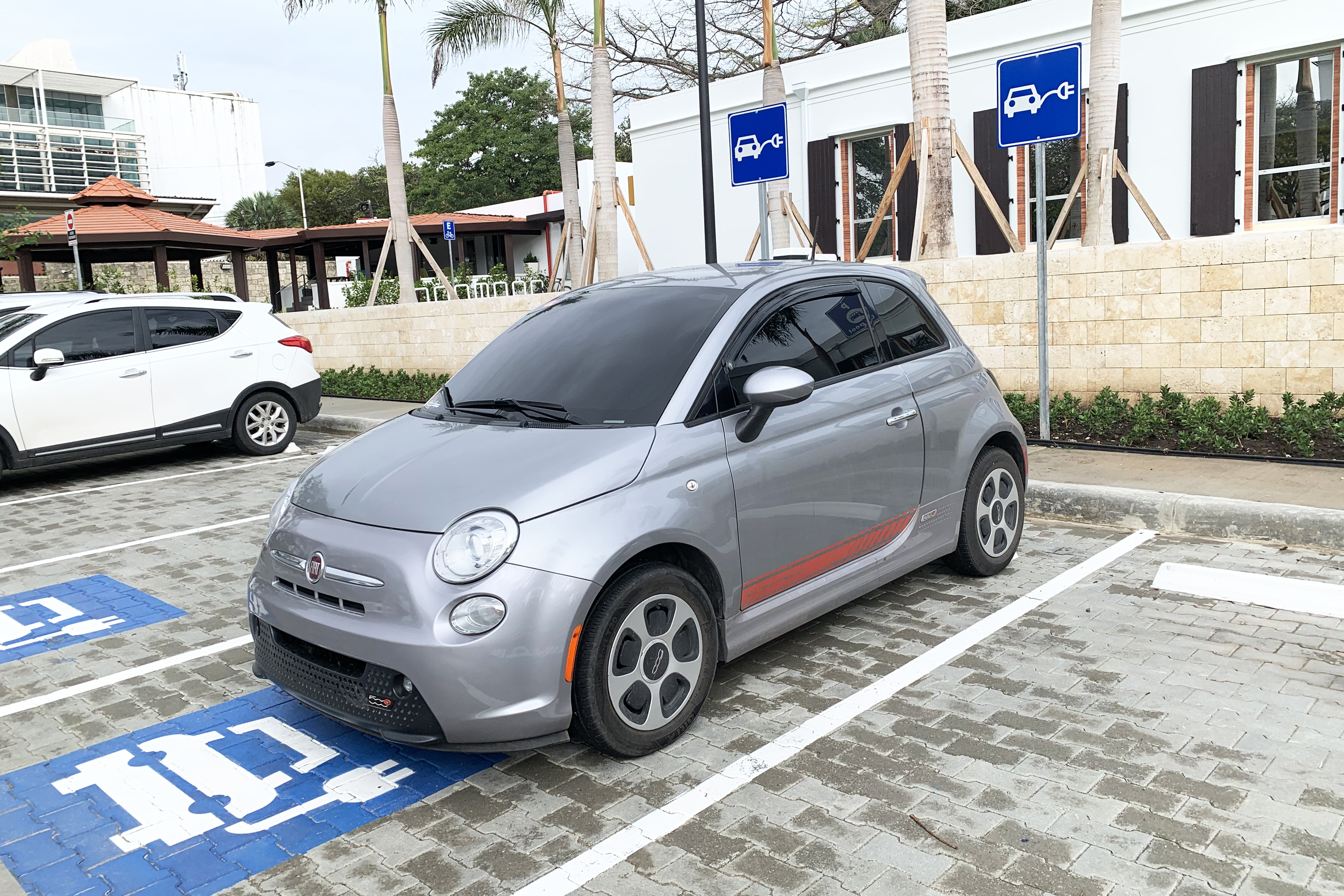
Voorzijde
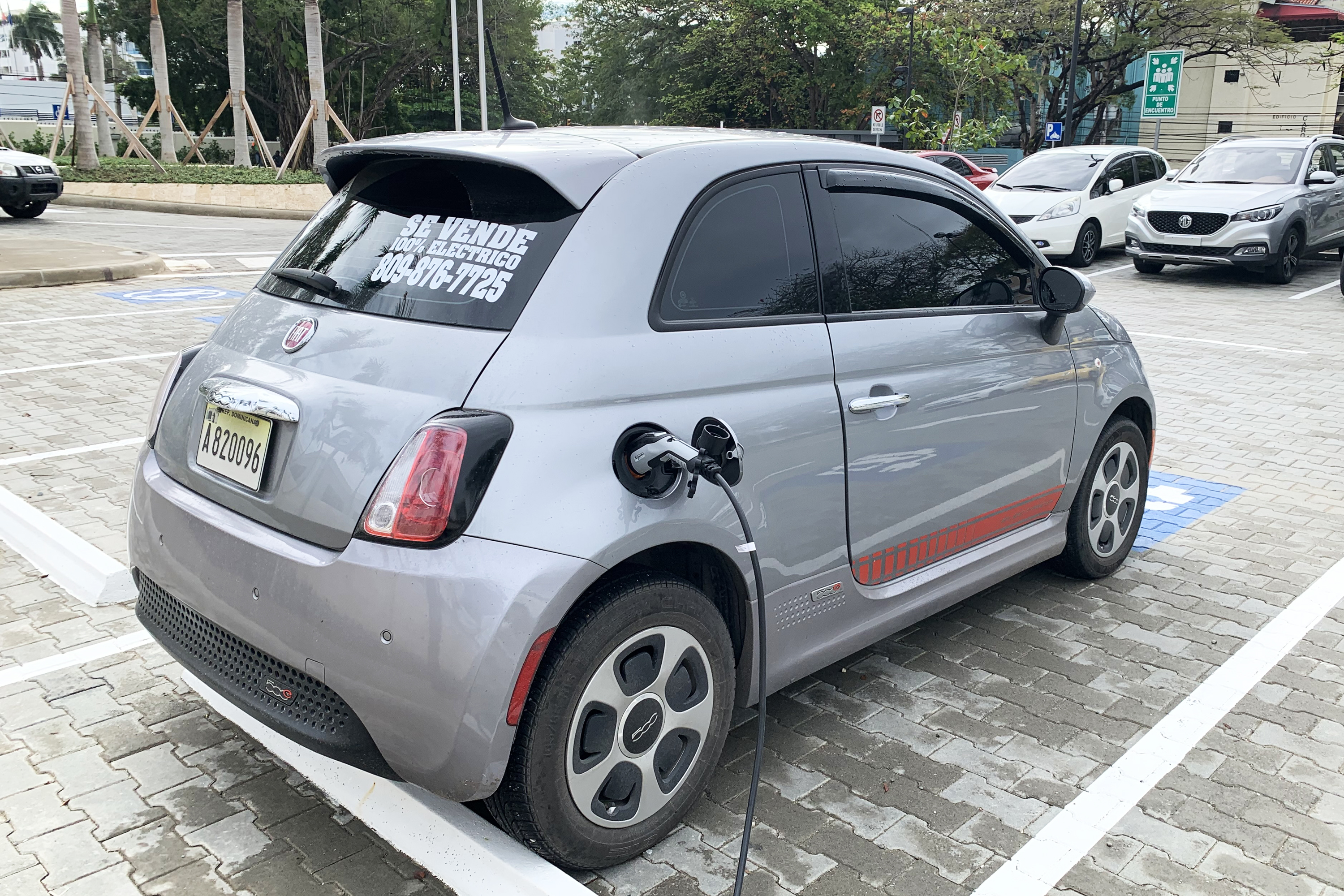
Achterzijde
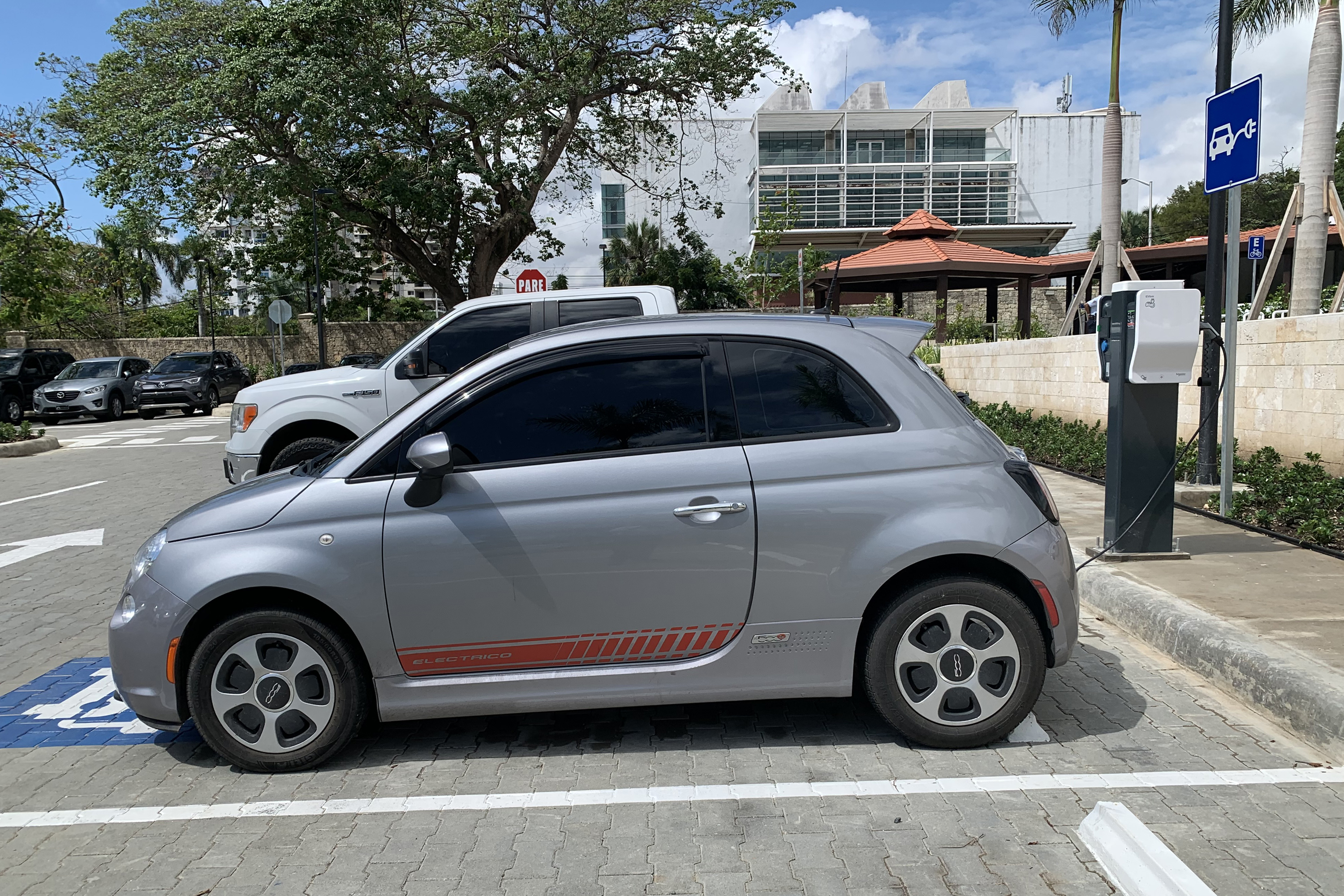
Zijkant
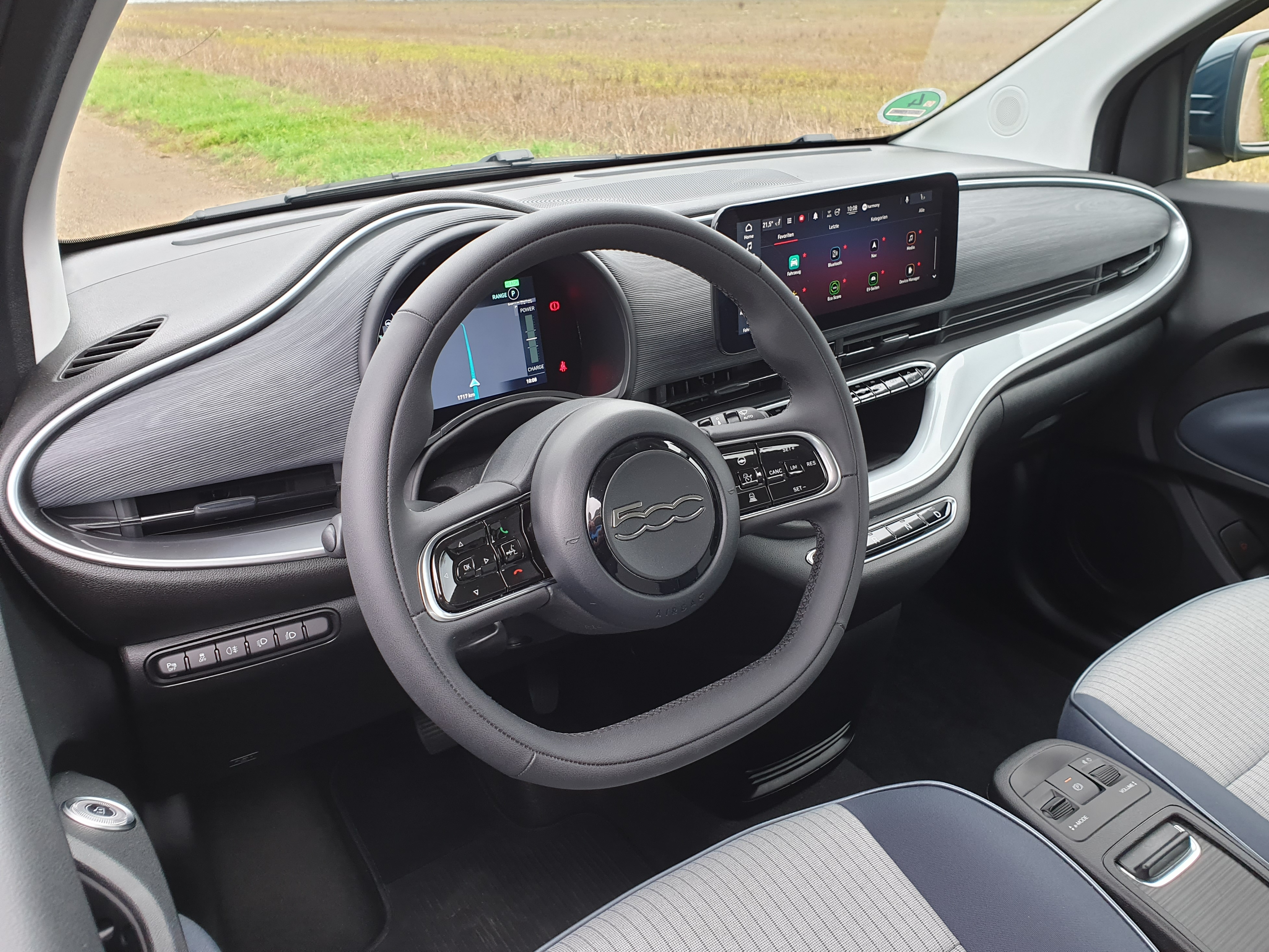
Interieur